# Цео живот са хармоником
„Цео живот са хармоником“ је југословенски филм из 1982. године. Режирала га је Милица Драгић, а сценарио је писао Бора Савић.

## Улоге
| Глумац             | Улога     |
| ------------------ | --------- |
| Радојка Живковић   | Хармоника |
| Милутин Живковић   | Хармоника |
| Мира Пеић          | Водитељ   |
| Душица Билкић      | Певачица  |
| Недељко Билкић     | Певач     |
| Сафет Исовић       | Певач     |
| Лола Новаковић     | Певачица  |
| Неџад Салковић     | Певач     |
| Љуба Степановић    | Имитатор  |
| Гордана Стојићевић | Певачица  |
| Зоран Живковић     |           |